# Hibbertia velutina
Hibbertia velutina är en tvåhjärtbladig växtart som beskrevs av Robert Brown och George Bentham. Hibbertia velutina ingår i släktet Hibbertia och familjen Dilleniaceae. Inga underarter finns listade i Catalogue of Life.